# Apple A12
Apple A12 Bionic je 64bitový systém na čipu (SoC) založený na architektuře ARM, navržený a vydaný americkou společností Apple. Nachází se v iPhonu XS a XS Max, iPhonu XR, iPadu Air 3. generace, iPadu Mini 5. generace, 8. generaci iPadu a Apple TV 4K 2. generace. Apple uvádí, že u SoCu Apple A12 jsou vysoce-výkonnostní jádra rychlejší o 15 %, o 50 % energeticky efektivnější než Apple A11 a čtyři energeticky-efektivní jádra spotřebovávají o 50 % než Apple A11.

## Specifikace
Systém na čipu Apple A12 Bionic je vyráběn tchajwanskou společností TSMC, přičemž je postaven 7nm FinFET výrobním procesem a obsahuje 6,9 miliardy tranzistorů. Je zhruba o 5 % menší než Apple A11. Vyrábí se metodou package on a package s 4 GB LPDDR4X operační paměti, ve verzi pro iPhone XS a XS Max, a 3 GB operační paměti u verze v iPhonu XR, iPadu Air 3. generace, iPadu Mini páté generace a iPadu 8. generace.

### CPU
Apple A12 Bionic obsahuje 64bitový šestijádrový procesor architektury ARM, s implementací typu ARMv8.3-A, navržený společností Apple. Obsahuje dvě vysoce-výkonnostní jádra „Vortex“ s frekvencí do 2,49 GHz, která jsou o 15 % rychlejší a spotřebovávají o 40 % méně energie něž jádra Monsoon u Applu A11, a čtyři energeticky-efektivní jádra „Tempest“ fungující na frekvenci do 1,6 GHz. Jádra „Vortex“ mají sedm široký dekódovací superskalární architekturu a jádra „Tempest“ mají tři široký dekódovací superskalární architekturu. Stejně jako energeticky-efektivní jádra „Mistral“ u Apple A11 jsou i jádra „Tempest“ založena stále na jádrech „Swift“ u SoCu Apple A6.

### GPU
A12 obsahuje čtyřjádrový grafický procesor navržený společností Apple, který má o 50 % rychlejší grafický výkon než A11.

### Neural Engine
Apple A12 také obsahuje vyhrazený hardware pro neuronové sítě, „Neural Engine“. Neural Engine má osm jader, přičemž může provádět až 5 bilionů 8bitových operací za sekundu. Na rozdíl od Neural Enginu u čipsetu A11 mohou používat Neural Engine u A12 i aplikace třetích stran.

### Další funkce
Apple A12 má podporu kódování video kodeků pro HEVC a H.264 a podporu dekódování pro HEVC, H.264, MPEG‑4 Part 2 a Motion JPEG.

## Zařízení
- iPhone XS a XS Max
- iPhone XR
- iPad Mini (5. generace)
- iPad Air (3. generace)
- iPad (8. generace)
- Apple TV 4K (2. generace)